# Unión Nacional de Escritores y Artistas de Cuba
La Unión Nacional de Escritores y Artistas de Cuba (UNEAC) és una organització social, cultural i professional, no governamental, amb Estatus Consultiu II en el Consell Econòmic i Social de Nacions Unides amb personalitat jurídica pròpia i plena capacitat legal, que agrupa en la seva si, amb caràcter voluntari i seguint el principi de selectivitat, (sobre la base del seu currículum artístic) als escriptors i artistes cubans.
Va Ser fundada el 22 d'agost de l'any 1961 pel poeta Nicolás Guillén, amb l'objectiu de preservar el projecte de justícia social i independència nacional, en el qual han obstinat els seus somnis i esforços tantes generacions de cubans.
Des de la seva creació ha estat representada per artistes de reconegut prestigi en tots els àmbits de les arts estètiques i filosòfiques. Entre les figures que han estat en la seva direcció es troben: Alejo Carpentier, José Lezama Lima i René Portocarrero.

## Principals funcions
- Representar els interessos professionals de tots els seus membres i de cadascun d'ells, perquè puguin dur endavant la seva labor social, disposar de les condicions adequades i rebre els estímuls morals i materials que encoratgen la creació literària i artística. Amb aquest propòsit propícia debats, fòrums, esdeveniments, organitza seminaris, festivals i concursos.
- Ampliar i desenvolupar els vincles entre l'art i l'educació, contribuint a garantir la base material necessària.
- Contribuir, amb el potencial professional amb què compta, a la formació de nous valors de l'art i la literatura a través de seminaris, tallers, simposis, conferències, exposicions, etc.
- Contribuir a l'enfortiment dels espais culturals en els mitjans de comunicació.
- Potenciar el treball dels coordinadors municipals, com una baula de provada efectivitat en l'organització dels membres de Ciutat de l'Havana, per a la coordinació entre els diferents organismes i organitzacions dels municipis per a l'increment de la difusió i promoció de la cultura en la base, aprofundint el contacte entre els creadors i el seu públic.
- Vetllar perquè les activitats culturals reflecteixin els veritables valors de la nostra cultura i identitat.
- Enfortir l'amistat, la col·laboració i els vincles estables amb institucions, no culturals, universitats, fundacions i organitzacions de creadors en tot el món amb l'objectiu de facilitar als membres el contacte directe amb els millors valors de la cultura universal.
- Assolir una adequada inserció de les obres de creadors cubans en el mercat internacional de l'art.
- Ampliar la participació dels intel·lectuals cubans en el debat internacional.
- Desenvolupar investigacions científiques conjuntes en el camp de la cultura.
- Realitzar coedicions, coproduccions, festivals, intercanvis de publicacions, obres d'art, mitjans audiovisuals i altres, amb organitzacions homòlogues, institucions docents i altres entitats afins.

Aquesta formada per cinc associacions que recullen l'ampli espectre de l'art i la cultura cubana.
Els òrgans principals de govern de la UNEAC són:
- el Congrés,
- el Consell Nacional,
- la Presidència,
- el Secretariat,
- els executius de les Associacions Nacionals.

La Presidència consta de 30 membres, inclosos un president, un vicepresident primer, i cinc vicepresidents, els presidents de les Associacions Nacionals, dos secretaris, els presidents dels catorze Comitès Provincials i dos membres sense càrrec.

## Associacions Nacionals
- Escriptors
- Plàstica
- Arts Escèniques
- Música
- Cinema, Ràdio i Televisió